# Metoda Montessori

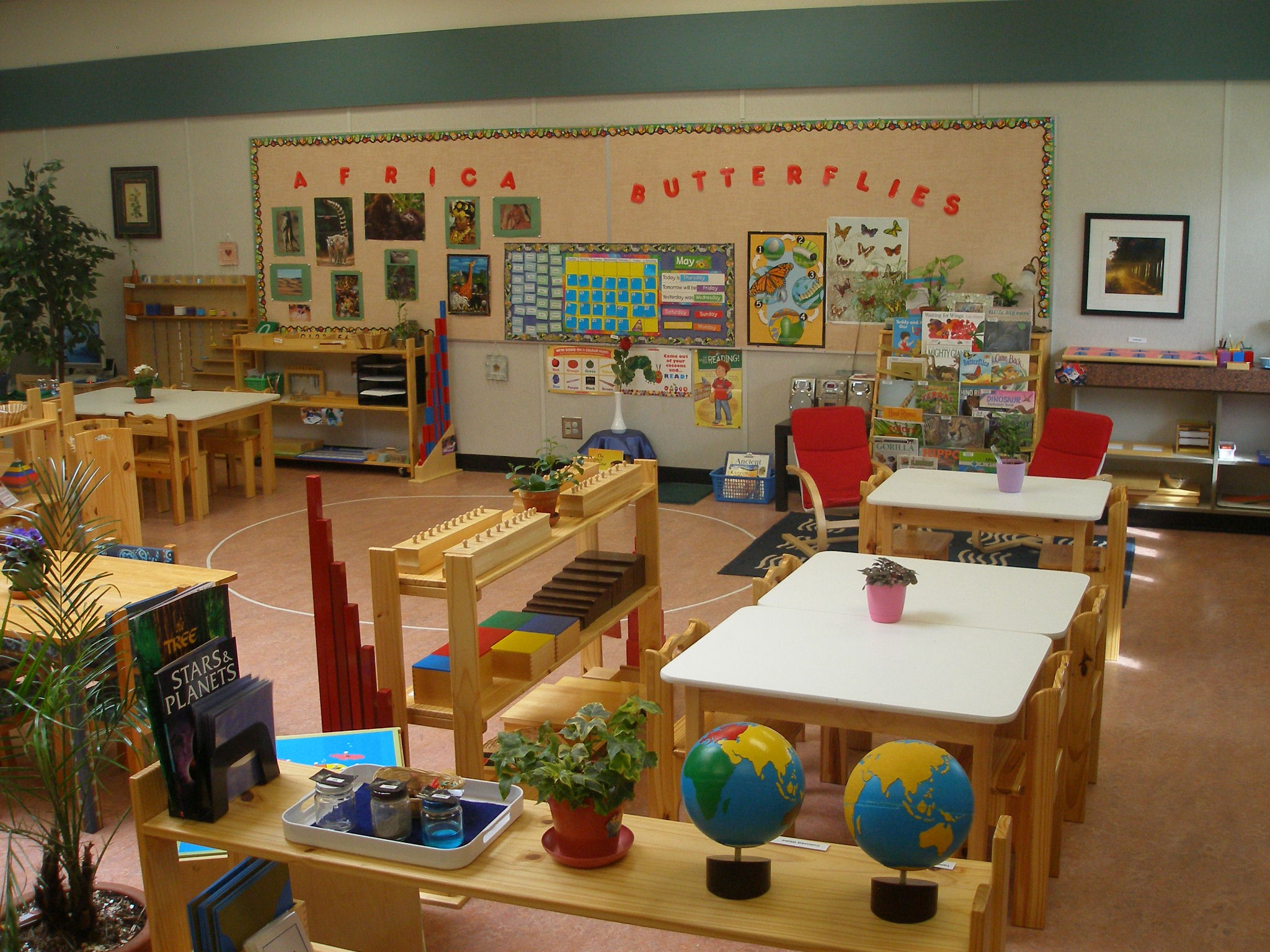
Typowy przykład współczesnej przestrzeni do nauki w szkole Montessori.

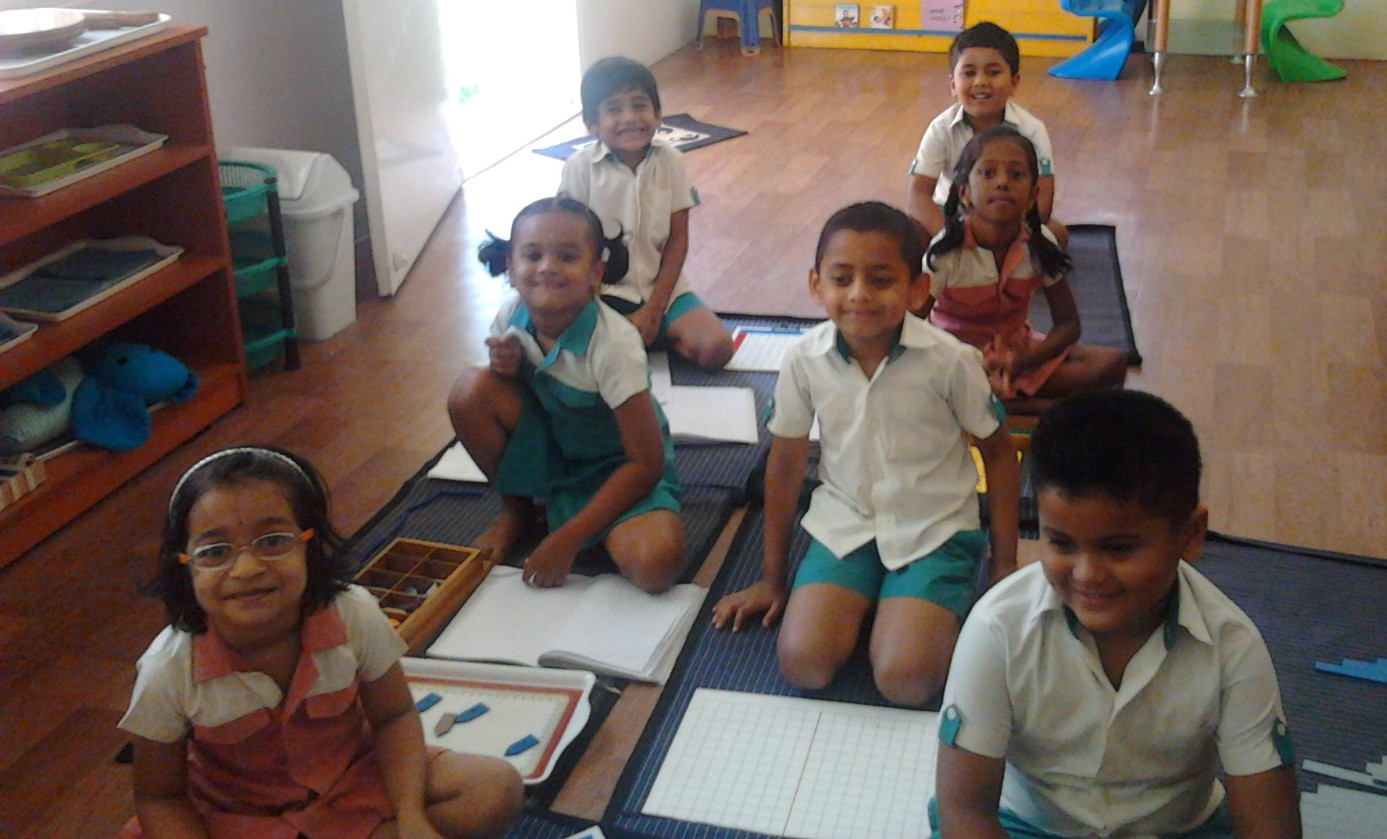
Typowe dla metody Montessori dywaniki do nauki, rezygnacja z ławek szkolnych.

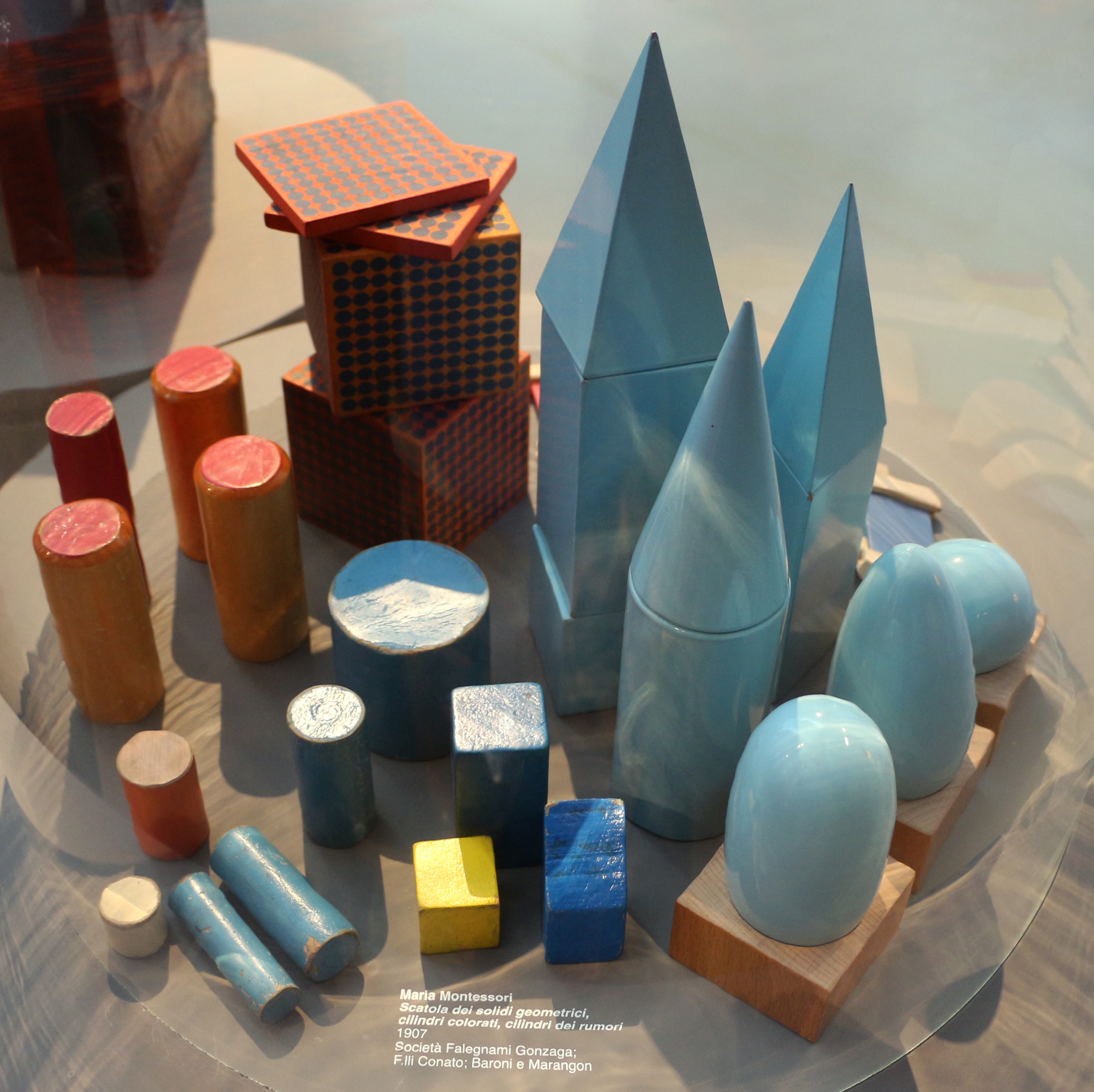
Skrzynia z bryłami geometrycznymi, cylindry kolorowe, cylindry dźwiękowe - pomoce edukacyjne montessoriańskie z 1907 r.

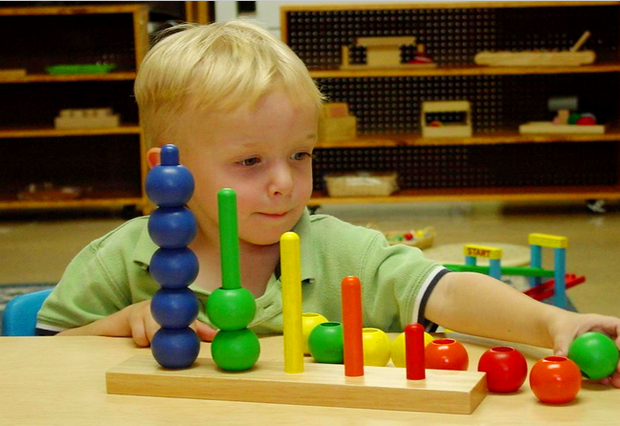
Nauka metodą Montessori

Metoda Montessori – system dydaktyczny dzieci w wieku przedszkolnym i szkolnym, który został stworzony przez włoską lekarkę Marię Montessori i który pomaga we wszechstronnym rozwoju dziecka. Duży nacisk w tej metodzie edukacyjnej postawiony jest na środowisko (które także obejmuje materiały wspomagające proces uczenia) oraz nauczycieli tworzących to środowisko.

## Całościowe podejście do dziecka

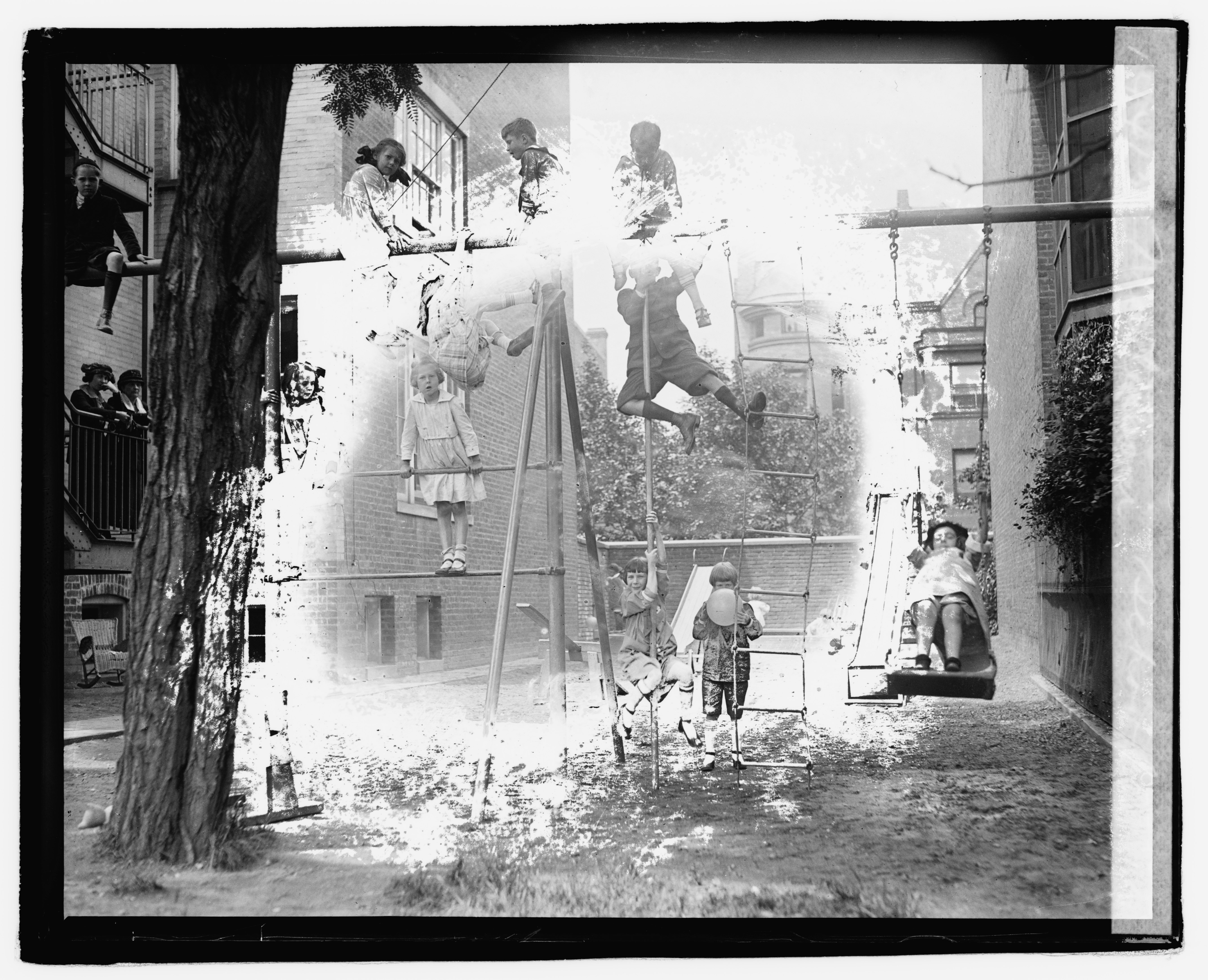
Przerwa rekreacyjna w szkole montessoriańskiej - USA, 1921

Głównym celem programu Montessori jest pomoc dziecku w osiągnięciu przez nie pełnego potencjału we wszystkich sferach życia. Zajęcia sprzyjają rozwijaniu zdolności społecznych, emocjonalnemu wzrastaniu oraz podnoszeniu koordynacji fizycznej, jak również poznawczemu przygotowaniu do przyszłego intelektualnego wysiłku akademickiego. Pod kierownictwem specjalnie przygotowanego nauczyciela całościowy program nauczania pozwala dziecku doświadczyć radości uczenia się, czerpać przyjemność z procesu nabywania wiedzy i zapewnia rozwój poczucia jego własnej wartości. Dostarcza doświadczeń, z których dzieci tworzą swą wiedzę.

## Przygotowane środowisko
Aby doszło do samouczenia się, całe środowisko edukacyjne – klasa, materiały edukacyjne oraz atmosfera – muszą wspierać dziecko. Nauczyciel dostarcza niezbędnych zasobów, w tym wszelkich możliwości, aby dzieci funkcjonowały w bezpiecznym i pozytywnym środowisku. Nauczyciel razem z dzieckiem tworzą relację opartą na zaufaniu i szacunku, co daje wzrost pewności siebie u ucznia i gotowość do spróbowania nowych rzeczy. Charakterystyczne dla trybu edukacji są np. tzw. ścieżki tematyczne (Kosmos, Historia...); prezentacje trymestralne przygotowywane samodzielnie przez dzieci w grupach na tematy wybrane przez dzieci; brak prac domowych (zamiast tego praca własna w szkole z nauczycielem gotowym pomóc, jeśli dziecko zgłosi taką potrzebę); częste spotkania nastawione na usamodzielnianie dzieci (np. wspólnie szykowane śniadania, opieka nad klasowym zwierzątkiem itp.); brak dzwonków między lekcjami; międzygrupowe zajęcia dla uczniów w różnym wieku.

## Wychowanie kosmiczne
Tzw. edukacja kosmiczna w pedagogice Montessori ma (za pomocą materiałów i zajęć) umożliwić dzieciom:
- rozwijanie i poszerzanie swoich zainteresowań otaczającym światem;
- wzbogacanie wiedzy i pogłębianie zrozumienia zjawisk i procesów zachodzących w przyrodzie i w życiu społecznym;
- zapoznanie się z dokonaniami i osiągnięciami ludzkości w dziedzinie cywilizacji i kultury;
- poznawanie wzajemnych związków i zależności między różnymi elementami otoczenia;
- uczenie się oceniania i wartościowania własnych i cudzych działań oraz zjawisk zachodzących w przyrodzie i społeczeństwie;
- kształtowanie określonych postaw wobec wszystkiego, co dzieci otacza, o czym się dowiadują i z czym się stykają;
- rozwijanie poczucia odpowiedzialności za środowisko, w którym dzieci żyją, oraz gotowość i umiejętność włączania się w kształtowanie otaczającej rzeczywistości poprzez własne działanie[5].

## Materiały edukacyjne Montessori
Przeprowadzone przez dr Montessori obserwacje rodzajów przedmiotów, które sprawiają dzieciom przyjemność i do których wielokrotnie wracają, doprowadziły do zaprojektowania wielu sekwencyjnych pomocy edukacyjnych, pobudzających różne zmysły i pozwalających na dokonanie autokorekty. Są to m.in.: koraliki i wrzeciona do nauki algebry, walce i patyki do nauki geometrii, globusy, foremki i mapy-puzzle do nauki geografii, karty i ruchomy alfabet do nauki języków i inne.

Pomoce edukacyjne w metodzie Montessori
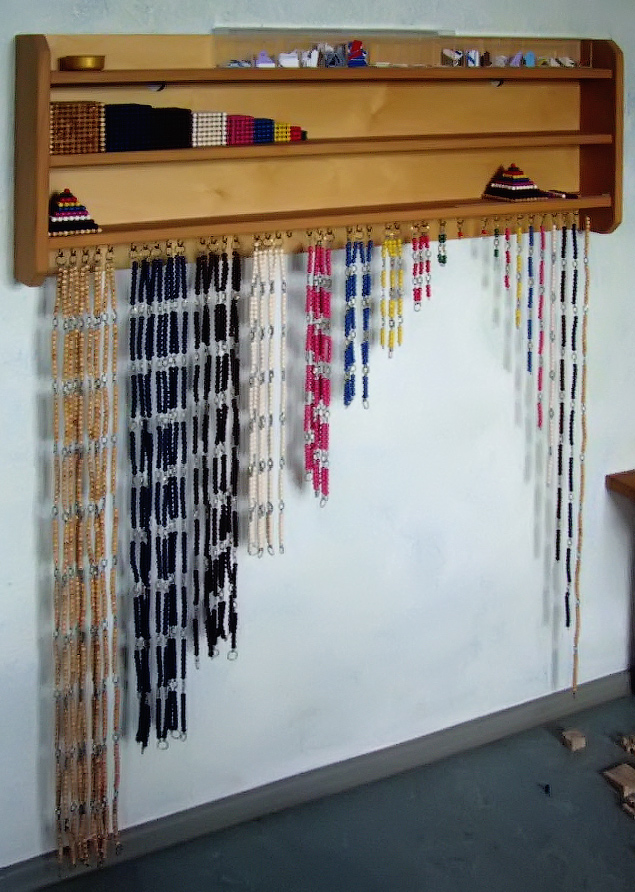
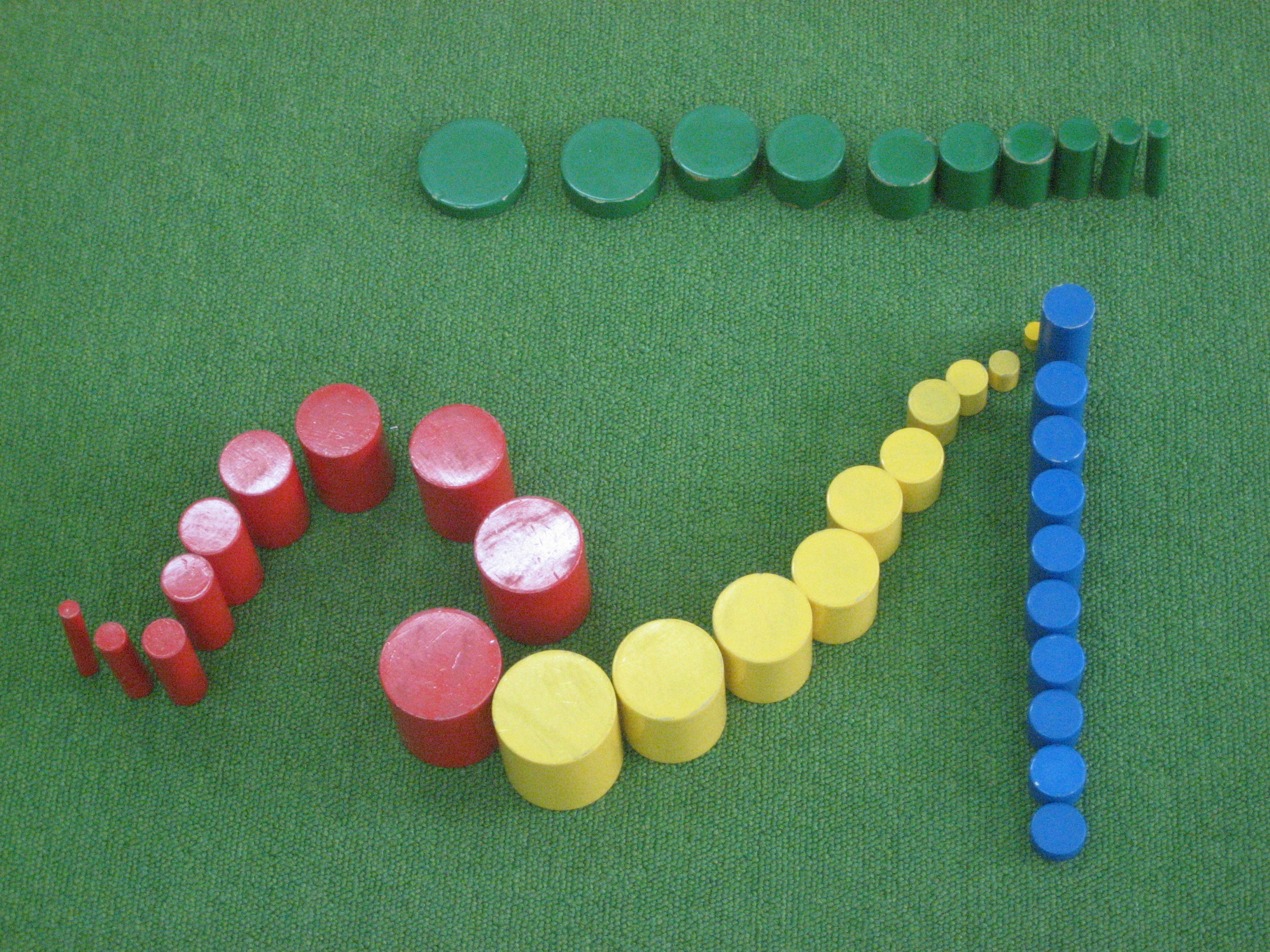
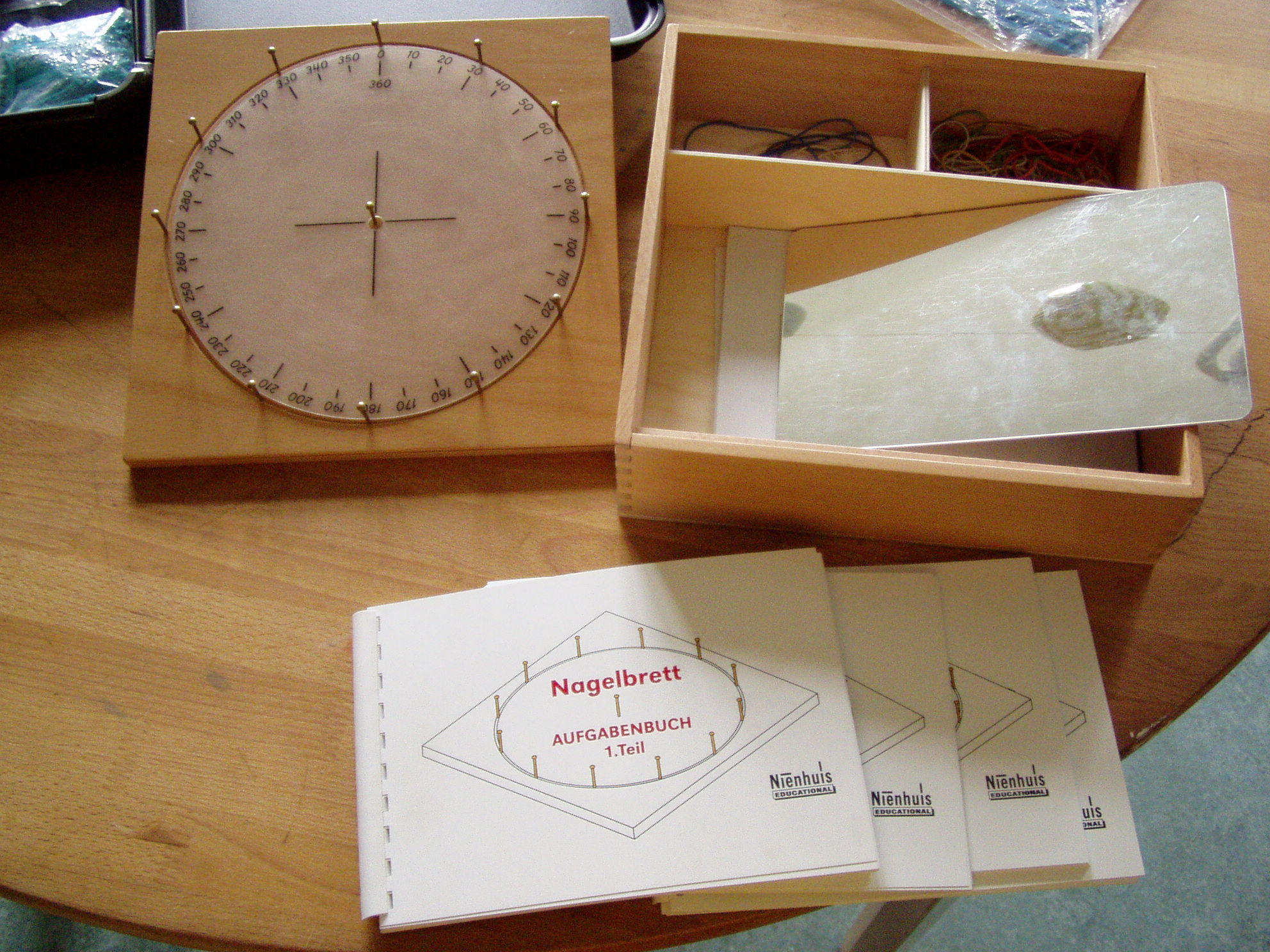
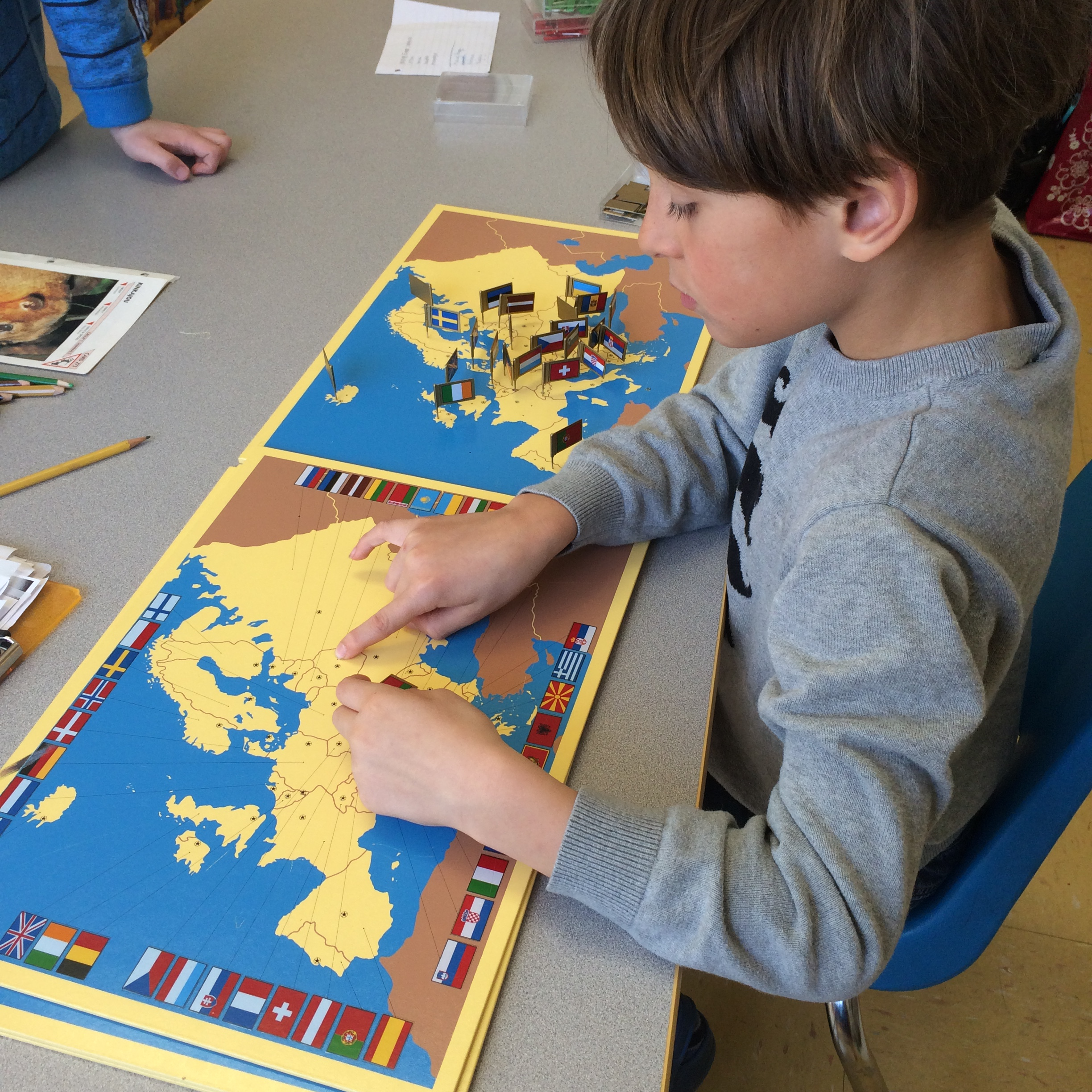
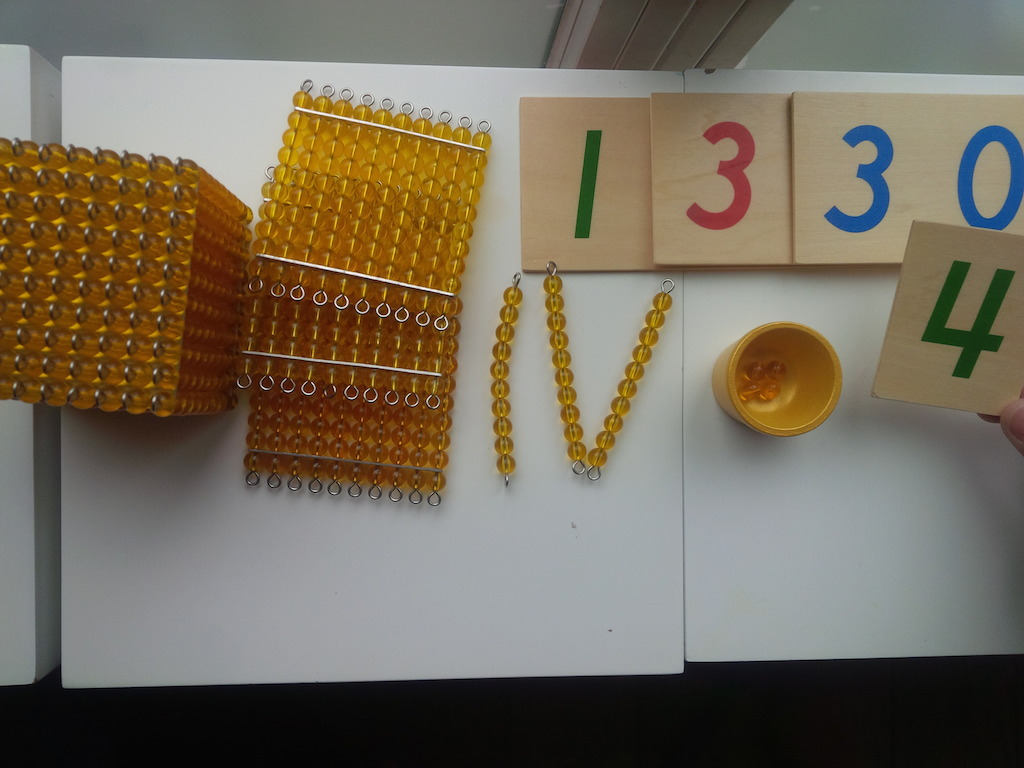

## Nauczyciel
Nauczyciel według metody Montessori funkcjonuje jako kreator środowiska, osoba od zasobów, przykład do naśladowania, osoba demonstrująca, prowadząca zapiski i szczegółowo obserwująca zachowanie i rozwój każdego dziecka. Nauczyciel umożliwia uczenie się. Każdy nauczyciel Montessori posiada wyższe wykształcenie pedagogiczne, kursy pedagogiki Montessori oraz rok praktyki studenckiej pod nadzorem – nakierowane na grupę wiekową, z którą nauczyciel będzie pracował.